# Reaktor półprzepływowy
Reaktor półprzepływowy – rodzaj reaktora chemicznego typu zbiornikowego z mieszadłem. Reaktor ten pracuje metodą kombinowaną, tzn. albo w sposób ciągły doprowadza się do niego część reagentów (pozostałe reagenty były wprowadzone wcześniej), albo odprowadza się jeden z produktów lub doprowadza się część reagentów w sposób ciągły i jednocześnie odprowadza się jeden produkt.